# Vaunthompsonia arabica
Vaunthompsonia arabica är en kräftdjursart som beskrevs av William Thomas Calman 1907. Vaunthompsonia arabica ingår i släktet Vaunthompsonia och familjen Bodotriidae. Inga underarter finns listade i Catalogue of Life.